# پال ولکر
پال آدولف ولکر جونیور (انگلیسی: Paul Adolph Volcker, Jr.؛ زادهٔ ۵ سپتامبر ۱۹۲۷ – درگذشتهٔ ۸ دسامبر ۲۰۱۹) یک اقتصاددان اهل ایالات متحده آمریکا بود. ولکر از اوت ۱۹۷۹ تا اوت ۱۹۸۷ در دوران ریاست جمهوری
جیمی کارتر و رونالد ریگان، رئیس فدرال رزرو بود. وی در خانواده ای عمدتاً یهودی بزرگ شد. پال ولکر در ۸ دسامبر ۲۰۱۹، در سن ۹۲ سالگی درگذشت.